# 毛花杜鹃
毛花杜鹃（学名：Rhododendron hypenanthum）为杜鹃花科杜鹃花属下的一个种。

## 扩展阅读
- 維基物種上的相關：毛花杜鹃